# Угорново
Угорново — опустевшая деревня в Макарьевском районе Костромской области. Входит в состав Нежитинского сельского поселения.

## География
Находится в юго-восточной части Костромской области на расстоянии приблизительно 53 км на юго-запад по прямой от районного центра города Макарьев на левобережье Нёмды.

## История
Известна была с 1872 года, когда здесь было учтено 3 двора года, в 1907 году отмечено было 5 дворов. В годы коллективизации был основан колхоз «Первая пятилетка», позднее работал колхоз им. Буденного. Перед Великой Отечественной войной количество дворов выросло до 19.

## Население
Постоянное население составляло 24 человека (1870 год), 21 (1897), 24 (1907), 5 в 2002 году (русские 100 %), 0 в 2010.